# Élections législatives de 2017 dans l'Aisne
Les élections législatives françaises de 2017 se déroulent les 11 et 18 juin 2017. Dans le département de l'Aisne, cinq députés sont à élire dans le cadre de cinq circonscriptions.

## Contexte départemental
Lors des élections législatives de 2012 du 10 et 17 juin 2012 dans l'Aisne, cinq députés ont été élus au scrutin majoritaire : un UMP (Xavier Bertrand), un PS (Jean-Louis Bricout), un MRC (Marie-Françoise Bechtel), un DVG (René Dosière) et un PRG (Jacques Krabal).
Au cours de la législature, une députée a changé d'étiquette politique et un siège a été renouvelé en raison de la démission du député. Marie-Françoise Bechtel quitte à la suite d'un désaccord, en juin 2015, le MRC, pour rejoindre République moderne (RM), club politique de Jean-Pierre Chevènement. Le député LR de la 2e circonscription, Xavier Bertrand, démissionne le 12 janvier 2016, à la suite de son élection comme conseiller régional des Hauts-de-France, dont il assume la présidence. Une élection partielle s'est tenue dans sa circonscription le 13 et 20 mars 2016. Les électeurs de 2e circonscription ont élu Julien Dive (LR).
Avant la tenue de ce nouveau scrutin, René Dosière, député DVG de la 1re circonscription, ne se représente pas, après l'avoir annoncé en février 2017 tandis que les quatre autres députés sortants sollicitent un nouveau mandat.
Depuis le scrutin de 2012, le Front national a fortement progressé dans le département. En 2012, Marine Le Pen est arrivée deuxième à 26,33 % lors du premier tour du scrutin présidentielle dans le département, mais les candidats FN ne sont pas parvenus à passer au second tour, lors des législatives, sauf dans la 5e circonscription, où une triangulaire a eu lieu. Les élections municipales de 2014 ont été marquées par un net recul de la gauche qui voit Soissons et Gauchy basculer à droite et Villers-Cotterêts passer au FN, qui a remporté l'une de ses 11 mairies avec Villers-Cotterêts. Le FN a obtenu son meilleur résultat national aux élections européennes de 2014 avec 40,02 %. Les élections départementales de 2015 ont vu le basculement à droite du département, mais celle-ci dispose d'une majorité relative avec dix-huit conseillers départementaux sur les quarante-deux. La gauche obtient seize conseillers départementaux. Le Front national confirme son implantation avec l'arrivée de huit conseillers au conseil départemental. Les élections régionales de 2015 montrent une victoire de la droite au second tour, mais elle s'effectue face à un FN arrivé en tête au premier tour et sa liste fait ses meilleurs sur les deux tours dans le département. La gauche n'obtient aucun conseiller régional avec le retrait de la liste de Pierre de Saintignon pour faire barrage au FN. Sa liste obtient son plus mauvais score dans le département ainsi que la liste PCF et la liste EÉLV avec le PG.

### Résultats de l'élection présidentielle de 2017 par circonscription
| Circonscription | 1er tour | 1er tour | 1er tour | 1er tour  |         | 2d tour | 2d tour |
| Circonscription | Macron   | Le Pen   | Fillon   | Mélenchon | Macron  | Le Pen  |         |
| --------------- | -------- | -------- | -------- | --------- | ------- | ------- | ------- |
| Circonscription |          |          |          |           |         |         |         |
| 1re             | 18,58 %  | 35,80 %  | 15,55 %  | 16,47 %   | 48,03 % | 51,97 % |         |
| 2e              | 19,40 %  | 32,62 %  | 17,56 %  | 17,91 %   | 51,08 % | 48,92 % |         |
| 3e              | 15,25 %  | 39,98 %  | 16,55 %  | 15,28 %   | 40,16 % | 59,84 % |         |
| 4e              | 18,19 %  | 35,51 %  | 15,22 %  | 18,21 %   | 47,59 % | 52,41 % |         |
| 5e              | 18,03 %  | 34,86 %  | 16,74 %  | 16,90 %   | 48,06 % | 51,94 % |         |

Pour l'élection présidentielle de 2017, Marine Le Pen arrive largement en tête avec 35,67 % au premier tour et obtient son meilleur score national face à ces adversaires, où Emmanuel Macron arrive deuxième avec 17,94 %, suivi de Jean-Luc Mélenchon avec 16,99 % et de François Fillon avec 16,30 %. Nicolas Dupont-Aignan passe la barre des 5 % avec 5,08 % et Benoît Hamon réalise son pire résultat dans les Hauts-de-France avec 4,24 %. Au second tour, Marine Le Pen gagne dans le département avec 52,91 % face au président élu Emmanuel Macron à 47,09 % et elle réalise dans le département son meilleur score national. Lors de cette élection, elle arrive en tête et elle gagne dans les cinq circonscriptions du département,.

## Élus
| Circonscription                                 | Député sortant          | Parti | Parti | Député élu ou réélu | Parti | Parti |
| ----------------------------------------------- | ----------------------- | ----- | ----- | ------------------- | ----- | ----- |
| 1re                                             | René Dosière*           |       | DVG   | Aude Bono-Vandorme  |       | LREM  |
| 2e                                              | Julien Dive             |       | LR    | Julien Dive         |       | LR    |
| 3e                                              | Jean-Louis Bricout      |       | PS    | Jean-Louis Bricout  |       | PS    |
| 4e                                              | Marie-Françoise Bechtel |       | RM    | Marc Delatte        |       | LREM  |
| 5e                                              | Jacques Krabal          |       | LREM  | Jacques Krabal      |       | LREM  |
| * député sortant ne se représentant pas en 2017 |                         |       |       |                     |       |       |

## Rappel des résultats départementaux des élections de 2012
| Parti          | Parti                              | Premier tour | Premier tour | Second tour | Second tour | Sièges |
| Parti          | Parti                              | Voix         | %            | Voix        | %           | Sièges |
| -------------- | ---------------------------------- | ------------ | ------------ | ----------- | ----------- | ------ |
|                | Parti socialiste                   | 41 714       | 19,09        | 51 924      | 24,12       | 1      |
|                | Divers gauche dont MRC             | 22 852       | 10,46        | 39 335      | 18,27       | 2      |
|                | Parti radical de gauche            | 18 237       | 8,34         | 20 427      | 9,49        | 1      |
|                | Europe Écologie Les Verts          | 5 374        | 2,46         |             |             | 0      |
|                | Majorité présidentielle            | 88 177       | 40,35        | 111 686     | 51,88       | 4      |
|                |                                    |              |              |             |             |        |
|                | Union pour un mouvement populaire  | 55 705       | 25,49        | 77 431      | 35,96       | 1      |
|                | Nouveau centre                     | 11 297       | 5,17         | 15 974      | 7,42        | 0      |
|                | Divers droite dont DLR et PCD      | 2 028        | 0,93         |             |             | 0      |
|                | Parti radical                      | 1 426        | 0,65         | 0           |             |        |
|                | Droite parlementaire               | 70 456       | 32,24        | 93 405      | 43,38       | 1      |
|                |                                    |              |              |             |             |        |
|                | Front national                     | 39 504       | 18,07        | 10 205      | 4,74        | 0      |
|                | Front de gauche                    | 15 215       | 6,96         |             |             | 0      |
|                | Extrême gauche dont LO, NPA et POI | 2 240        | 1,02         | 0           |             |        |
|                | Extrême droite                     | 1 307        | 0,60         | 0           |             |        |
|                | Divers écologiste dont MÉI et AÉI  | 1 046        | 0,48         | 0           |             |        |
|                | Mouvement démocrate                | 623          | 0,29         | 0           |             |        |
|                |                                    |              |              |             |             |        |
| Inscrits       | Inscrits                           | 376 165      | 100,00       | 376 147     | 100,00      | 5      |
| Abstentions    | Abstentions                        | 154 470      | 41,06        | 154 791     | 41,15       |        |
| Votants        | Votants                            | 221 695      | 58,94        | 221 356     | 58,85       |        |
| Blancs et nuls | Blancs et nuls                     | 3 127        | 1,41         | 6 060       | 2,74        |        |
| Exprimés       | Exprimés                           | 218 568      | 98,59        | 215 296     | 97,26       |        |

## Positionnement des partis

### La République en marche! et MoDem
Après la victoire d'Emmanuel Macron à l'élection présidentielle, le mouvement La République en marche, anciennement appelée En marche !, publie le 11 mai, sa première liste de candidats investis avec une stricte parité. Dans l'Aisne, Aude Bono, candidate en 2012, est investi dans la 1re circonscription,, après avoir eu l'investiture de l'UDI jusqu'à l'accord national en mars 2017 avec Les Républicains,. Cette dernière, opposée à l'accord national, a été suspendu en avril de l'UDI pour vouloir se présenter en dissidence par rapport à Christophe Coulon (LR), ayant désormais la double investiture. Le député sortant Cap21, Jacques Krabal, obtient également l'investiture dans la 5e circonscription de l'Aisne, après avoir soutenu localement Emmanuel Macron et lui avoir accordé son parrainage pour l'élection présidentielle,,,. Le troisième candidat investi est Marc Delatte, médecin et conseiller municipal de Cuffies, dans la 4e circonscription après avoir été désigné par erreur dans la 3e circonscription,,.
Le lundi suivant, un quatrième candidat est investi dans la 3e circonscription, Alain Husillos-Crespo, membre du MoDem et professeur de Lettres-Histoire-Géographie à Chauny,, même si Jacques Krabal a exprimé son souhait d'avoir aucun candidat dans cette circonscription face au député PS sortant, Jean-Louis Bricout en raison du fort score du FN lors de l'élection présidentielle. Jean-Louis Bricout, resté fidèle au PS, a demandé également au mouvement de ne pas avoir un candidat en face de lui.
Seule la 2e circonscription, ancienne circonscription, où Xavier Bertrand, président de la région Hauts-de-France, a été député, n'a pas de candidat investi face au député LR sortant, Julien Dive,, mais Paul Gironde, membre du MoDem et conseiller municipal de Saint-Quentin, décide de se présenter en dissidence sans étiquette politique.

### Front national
En mars 2017, des noms de candidats sont connues pour quatre des cinq circonscriptions du département, avec la volonté pour le Front national d'investir deux candidats locaux et trois candidats parachutés,. Candidat possible pour le 5e circonscription, Franck Briffaut, maire de Villers-Cotterêts et conseiller départemental, ne brigue pas une nouvelle investiture pour cette élection, après l'avoir eu en 2002, 2007 et 2012,. Des candidats sont confirmés pour trois circonscriptions. Dans la 2e circonscription, Sylvie Saillard, conseillère municipal de Saint-Quentin et conseillère régionale, est à nouveau investi après s'être présentée lors de l'élection législative partielle de 2016, où elle a été battu au second tour avec 38,86 % face au député LR élu Julien Dive,,. Paul Henry Hansen-Catta, conseiller régional des Hauts-de-France, reçoit l'investiture pour la 3e circonscription,. Jean Messiha, haut fonctionnaire et cadre du Front national, est candidat dans la 4e circonscription,. Alexandre Heuzey, assistant parlementaire de Bernard Monot est candidat dans la 1re circonscription tandis que la 5e circonscription est gelée,. Au lendemain de l'élection présidentielle, le Front national investit François de Voyer, chef d'entreprise, dans la 5e circonscription. Il confirme ses investitures dans l'ensemble des quatre autres circonscriptions sauf dans la 1re circonscription, où, Damien Philippot, frère de Florian Philippot et conseiller de la campagne présidentielle de Marine Le Pen, est candidat du Front national.

### Les Républicains, Union des démocrates et indépendants et divers droite
En juin 2016, Les Républicains publie une première liste de candidats investis pour les législatives et celle-ci est révisée au lendemain de la victoire de François Fillon à la primaire. L'UDI prépare également cette élection et publie une première liste en janvier pour quatre circonscriptions du département. Sur cette liste, le parti investi Aude Bono, conseillère municipale de Laon, pour la 1re circonscription, Morgane Devigne, conseillère municipale d'Hirson, pour la 3e circonscription, Dominique Ignasziak, maire de Neuflieux, pour la 4e circonscription et Dominique Moyse, conseiller régional des Hauts-de-France, pour la 5e circonscription.
Une alliance électorale entre l'UDI et LR est conclue, au début du mois de mars, après des négociations commencées au lendemain de la primaire, et réserve dans l'Aisne, 4 circonscriptions pour Les Républicains et 1 pour l'UDI. Dominique Moyse demeure le seul candidat de l'UDI, avec l'investiture LR, dans la 5e circonscription tandis que l'UDI retire ses candidats dans les autres circonscriptions au profit des LR. Les candidats investis par LR sont Christophe Coulon, conseiller régional des Hauts-de-France, dans la 1re circonscription, Julien Dive, député sortant dans sa circonscription, Frédéric Meura, maire de Papleux et candidat en 2007 et 2012, dans la 3e circonscription et Isabelle Létrillart, conseillère départementale et candidate en 2012, dans la 4e circonscription,.
Face à cet accord, Aude Bono, anciennement investi dans la 1re circonscription par l'UDI, décide de maintenir sa candidature. Elle est exclue de l'UDI en avril et se rapproche du mouvement En marche. Elle obtient, le 11 mai 2017, l'investiture de La République en marche dans cette circonscription.
Chez Les Républicains, Isabelle Vasseur, ancienne député de la 5e circonscription entre 2007 et 2012, décide de quitter le parti en janvier, en prévision de cet accord, après avoir reçu l'investiture LR. Elle décide de se représenter en dissidence dans la 5e circonscription. Finalement, elle annonce se retirer de la vie politique, mais elle soutient un nouveau candidat, Sébastien Manscourt, maire d'Hartennes-et-Taux et membre de l'UDI. Ce dernier entre en dissidence face au candidat de son parti et se présente sous l'étiquette DVD.
Au lendemain de l'élection présidentielle, Frédéric Meura décide de renoncer à se présenter dans la 3e circonscription. Les Républicains investissent Laurent Marlot, maire de Fontaine-lès-Vervins, comme candidat LR et UDI dans la 3e circonscription,.

### La France insoumise
Dans l'Aisne, La France insoumise publie une première liste de candidats au lendemain de l'élection présidentielle. Elle comporte deux candidats, venant de la société civile et deux autres, venant de mouvement politique ou ayant travaillé auprès d'un homme politique. Le mouvement investit Jean-Marc Chamblay, enseignant, dans la 1re circonscription, Sarah Lempereur, militante du PG, dans la 2e circonscription, Régis Pommerolle, enseignant, dans la 4e circonscription et Omar Fenardji, ancien directeur de cabinet de Jacques Krabal, dans la 5e circonscription.
Après l'élection présidentielle, La France insoumise change de candidat dans la 4e circonscription, à la suite du retrait pour raison personnelle de Régis Pommerolle. Sylvie Heyvaerts, danseuse et professeure de Qi-gong, reçoit l'investiture dans cette circonscription pour l'élection.
La France insoumise connait cependant des difficultés pour trouver un candidat dans la 3e circonscription, mais Aurélien Gall, candidat du PCF, se revendique, comme le candidat des électeurs de la présidentielle de Jean-Luc Mélenchon dans la circonscription, même si son parti n'a signé aucun accord avec le mouvement et ce dernier n'a pas signé la charte du mouvement. Face à cette situation, le représentant du mouvement dans le département entend ne pas présenter de candidat face à lui,. Finalement, juste avant la clôture des candidatures, La France insoumise parachute et investit Alexandra Mortet, habitante venant d'Ivry-sur-Seine, comme candidate dans la 3e circonscription.

### Parti socialiste, Parti radical de gauche et République moderne
En décembre 2016, le Parti socialiste publie une première liste de candidats investis pour les législatives. Elle donne deux investitures dans l'Aisne. Elle concerne Jean-Louis Bricout, député PS sortant, qui brigue un second mandat dans la 3e circonscription, et Marie-Françoise Bechtel, députée République moderne sortante, qui bénéficie d'une nouvelle investiture par le PS après celle de 2012. Cette dernière a d'ailleurs assuré en février qu'elle se représente aux législatives.
En mai, le Parti socialiste donne ses trois dernières investitures après celle de Jean-Louis Bricout et Marie-Françoise Bechtel. Le divers gauche Fawaz Karimet, conseiller municipal de Laon, reçoit le soutien du PS dans la 1re circonscription. Ce dernier a quitté le PS en 2016 et a d'ailleurs reçu le soutien du PCF et du MRC. C'est sa troisième candidature après celle de 2007 et 2012 sous l'étiquette du PS. Karl Pincherelle, assistant parlementaire du député européen Gilles Pargneaux, est investi dans la 2e circonscription. Le PS soutient le député PRG sortant Jacques Krabal dans la 5e circonscription qui a également l'investiture de La République en marche,,.

### Europe Écologie Les Verts
En janvier, Europe Écologie Les Verts annonce une liste de quatre candidats pour les quatre circonscriptions sur les cinq du département. L'unique conseillère départementale EÉLV, Brigitte Fournie-Turquin est candidate dans la 1re circonscription. Michel Magniez, militant, est investi dans la 2e circonscription. C'est sa seconde candidature après l'élection partielle de mars 2016 dans cette circonscription. Valérie Dervin se présente sous l'étiquette EÉLV dans la 4e circonscription, après s'être présentée en 2015 dans le canton d'Essômes-sur-Marne. L'ancien maire de Château-Thierry, entre 1989 et 2008, Dominique Jourdain, reçoit l'investiture pour la 5e circonscription.
Après l'élection présidentielle, Europe Écologie Les Verts investit Christophe Parent, maire de Montigny-en-Arrouaise comme candidat dans la 3e circonscription et ne présente pas de candidat dans la 4e circonscription, à la suite de négociation avec la députée sortante Marie-Françoise Bechtel.

### Debout la France
En octobre et novembre 2016, Debout la France investit ses premiers candidats pour les élections législatives dans le département. Philippe Torre, maire de Berlancourt et avocat d'affaires, reçoit l'investiture pour la 3e circonscription,,. Jean-Christophe Seube, dentiste à Saint-Quentin, est candidat dans la 2e circonscription. Après l'élection présidentielle, Debout la France annonce deux nouveaux candidats. Jacques Ferrand est investi dans la 1re circonscription et Michelle Sapori, historienne et candidate en 2012, se présente dans la 5e circonscription. Le parti de Nicolas Dupont-Aignan ne déclare aucun candidat dans la 4e circonscription.

### Parti communiste français
En janvier, le Parti communiste français a déjà une candidature déclarée dans la 2e circonscription, celle de Corinne Bécourt, choisi par la section locale de Saint-Quentin. La secrétaire de la section locale a été candidate lors de l'élection partielle de la circonscription en mars 2016. En mars, Aurélien Gall, formateur au CFA agricole et syndicaliste, est investi dans la 3e circonscription,. Le conseiller départemental Michel Carreau est choisi comme candidat dans la 4e circonscription,. Après l'élection présidentielle, le Parti communiste français donne le soutien à deux candidats. Le candidat Europe Écologie Les Verts Dominique Jourdain, ancien maire de Château-Thierry entre 1989 et 2008, reçoit le soutien du PCF pour le représenter dans la 5e circonscription. Dans la 1re circonscription, le candidat divers gauche Fawaz Karimet est soutenu par le PCF.

### Autres
- L'Union populaire républicaine présente des candidats dans les cinq circonscriptions : Antoine Goblet dans la 1re circonscription, Antoine Cid dans la 2e circonscription, Clémence Théry-Hermain dans la 3e circonscription, Natacha Roselet dans la 4e circonscription et Annick Leclerc dans la 5e circonscription[68],[69],[70].
- Lutte ouvrière présente cinq candidats : Jean-Loup Pernelle dans la 1re circonscription, Anne Zanditénas dans la 2e circonscription, Laetitia Voisin dans la 3e circonscription, Jean-Pierre Vitu dans la 4e circonscription et Sylvie Géret dans la 5e circonscription[71]. Parmi ces cinq candidats, Jean-Loup Pernelle est candidat successivement depuis l'élection de 1993. Anne Zanditénas et Laetitia Voisin sont candidates successivement depuis l'élection de 2002. Sylvie Géret a été candidate dans la même circonscription en 2007 et en 2012. Jean-Pierre Vitu s'est présenté sous l'étiquette LO en 2012.
- Le Parti du vote blanc présente un candidat, qui milite pour la reconnaissance du vote blanc, Éric Boulay, dans la 1re circonscription[72].
- Le Parti de la France de Carl Lang présente une candidate, Caroline Mariotti, dans la 4e circonscription, en alliance avec les Comités Jeanne de Jean-Marie Le Pen, Civitas, la Ligue du Sud et le Siel[73].
- Le Mouvement 100 %, coalition de 28 mouvements politiques pour la plupart environnementalistes ou régionalistes (dont l'Alliance écologiste indépendante et le Parti breton) présente Francis Meuley dans la 4e circonscription[74].
- Le Front démocrate de Jean-Luc Bennahmias, avec l'Union des démocrates et des écologistes, présente un candidat dans la 2e circonscription, Antonio Ribeiro, ancien conseiller municipal de Saint-Quentin entre 2008 et 2014[75].
- Le Parti animaliste présente une candidate, Françoise Vacca, dans la 5e circonscription[76].
- Belaidi Lograda, ouvrier, candidat lors de l'élection partielle de la 2e circonscription en mars 2016, se représente pour cette élection législative[77].

## Résultats

### Taux de participation
| Taux de participation | 1er tour | 1er tour | 1er tour   | 2d tour | 2d tour | 2d tour    | Différence entre les deux tours |
| Taux de participation | En 2012  | En 2017  | Différence | En 2012 | En 2017 | Différence | Différence entre les deux tours |
| --------------------- | -------- | -------- | ---------- | ------- | ------- | ---------- | ------------------------------- |
| à 12 heures           | 19,71 %  | 15,58 %  | 4,13       | 19,71 % | 15,84 % | 3,87       | 0,26                            |
| à 17 heures           | 50,26 %  | 34,93 %  | 15,33      | 49,84 % | 33,83 % | 16,01      | 1,1                             |
| final                 | 58,94 %  | 47,38 %  | 11,56      | 58,85 % | 43,85 % | 15         | 3,53                            |

Lors du premier tour, le département de l'Aisne connait une forte baisse du taux de participation par rapport à celle de 2012. À l'issue de ce premier tour, le taux de participation se situe en dessous de la moyenne nationale avec 1,4 % de différence.
Lors du second tour, le taux de participation voit également un recul important par rapport à 2012, mais il a également une baisse final de 3,53 % par rapport au premier tour. Le taux de participation du second tour du département de l'Aisne est légèrement supérieure à la moyenne nationale de 1,2 %.

### Résultats à l'échelle du département
À l'issue du premier tour, trois duel impliquent un candidat La République en marche ! et un candidat Front national dans la 1re, la 4e et la 5e circonscription. Un duel entre Les Républicains et le Front national a lieu dans la 2e circonscription, comme lors de l'élection partielle de mars 2016,. Dans la 3e circonscription, le candidat FN est opposé au candidat socialiste, le député sortant Jean-Louis Bricout, étant l'unique membre de son parti présent au second tour dans la région Hauts-de-France,. À l'issue du second tour, le Front national n'obtient aucun sièges de député dans le département, lors de ses duels de second tour. Les trois députés sortants, présents au second tour, conservent leurs sièges de député, Julien Dive (LR) dans la 2e circonscription, Jean-Louis Bricout (PS) dans la 3e circonscription et Jacques Krabal (LREM) dans la 5e circonscription. Deux nouveaux députés, membres de La République en marche, sont élus, Aude Bono-Vandorme dans la 1re circonscription et Marc Delatte dans la 4e circonscription.
|                                           |                                      |                           |                           |                          |                          |        |
|                                           |                                      | Premier tour 11 juin 2017 | Premier tour 11 juin 2017 | Second tour 18 juin 2017 | Second tour 18 juin 2017 |        |
|                                           |                                      |                           |                           |                          |                          |        |
|                                           |                                      | Nombre                    | % des inscrits            | Nombre                   | % des inscrits           |        |
| Inscrits                                  | Inscrits                             | 375 764                   | 100,00                    | 375 746                  | 100,00                   |        |
| Abstentions                               | Abstentions                          | 197 738                   | 52,62                     | 210 975                  | 56,15                    |        |
| Votants                                   | Votants                              | 178 026                   | 47,38                     | 164 771                  | 43,85                    |        |
|                                           |                                      |                           | % des votants             |                          | % des votants            |        |
| Bulletins blancs                          | Bulletins blancs                     | 2 980                     | 1,67                      | 9 987                    | 6,06                     |        |
| Bulletins nuls                            | Bulletins nuls                       | 1 189                     | 0,67                      | 3 989                    | 2,42                     |        |
| Suffrages exprimés                        | Suffrages exprimés                   | 173 857                   | 97,66                     | 150 795                  | 91,52                    |        |
|                                           |                                      |                           |                           |                          |                          |        |
| Étiquette politique                       | Étiquette politique                  | Voix                      | % des exprimés            | Voix                     | % des exprimés           | Sièges |
|                                           |                                      |                           |                           |                          |                          |        |
|                                           | Front national                       | 43 697                    | 25,13                     | 61 670                   | 40,90                    | 0      |
|                                           | La République en marche              | 33 932                    | 19,52                     | 52 549                   | 34,85                    | 3      |
|                                           | Les Républicains                     | 29 562                    | 17,00                     | 19 018                   | 12,61                    | 1      |
|                                           | La France insoumise                  | 15 222                    | 8,76                      |                          |                          |        |
|                                           | Parti socialiste                     | 14 721                    | 8,47                      | 17 558                   | 11,64                    | 1      |
|                                           | Divers                               | 6 271                     | 3,61                      |                          |                          |        |
|                                           | Europe Écologie Les Verts            | 5 220                     | 3,00                      |                          |                          |        |
|                                           | Mouvement démocrate                  | 5 755                     | 3,31                      |                          |                          |        |
|                                           | Parti communiste français            | 3 734                     | 2,15                      |                          |                          |        |
|                                           | Union des démocrates et indépendants | 3 351                     | 1,93                      |                          |                          |        |
|                                           | Divers droite                        | 3 227                     | 1,86                      |                          |                          |        |
|                                           | Debout la France                     | 3 104                     | 1,79                      |                          |                          |        |
|                                           | Divers gauche                        | 2 938                     | 1,69                      |                          |                          |        |
|                                           | Extrême gauche                       | 2 022                     | 1,16                      |                          |                          |        |
|                                           | Écologiste                           | 774                       | 0,45                      |                          |                          |        |
|                                           | Extrême droite                       | 327                       | 0,19                      |                          |                          |        |
| Source : Ministère de l'Intérieur - Aisne |                                      |                           |                           |                          |                          |        |

Nuance politique des candidats arrivés en tête dans chaque commune au 1er tour dans le département de l'Aisne.
Nuance politique des candidats arrivés en tête dans chaque circonscription au 1er tour dans l'Aisne avec celle des candidats se maintenant au second tour.
Nuance politique des candidats arrivés en tête dans chaque commune au 2e tour dans le département de l'Aisne.
Nuance politique des députés élus dans chaque circonscription au 2e tour dans l'Aisne.

### Résultats par circonscription

#### Première circonscription
Député sortant : René Dosière (Divers gauche).
|                                                                         |                                                                                               |                           |                           |                          |                          |
|                                                                         |                                                                                               | Premier tour 11 juin 2017 | Premier tour 11 juin 2017 | Second tour 18 juin 2017 | Second tour 18 juin 2017 |
|                                                                         |                                                                                               |                           |                           |                          |                          |
|                                                                         |                                                                                               | Nombre                    | % des inscrits            | Nombre                   | % des inscrits           |
| Inscrits                                                                | Inscrits                                                                                      | 72 345                    | 100,00                    | 72 347                   | 100,00                   |
| Abstentions                                                             | Abstentions                                                                                   | 36 770                    | 50,83                     | 39 583                   | 54,71                    |
| Votants                                                                 | Votants                                                                                       | 35 575                    | 49,17                     | 32 764                   | 45,29                    |
|                                                                         |                                                                                               |                           | % des votants             |                          | % des votants            |
| Bulletins blancs                                                        | Bulletins blancs                                                                              | 517                       | 1,45                      | 2 262                    | 6,90                     |
| Bulletins nuls                                                          | Bulletins nuls                                                                                | 173                       | 0,49                      | 824                      | 2,51                     |
| Suffrages exprimés                                                      | Suffrages exprimés                                                                            | 34 885                    | 98,06                     | 29 678                   | 90,58                    |
|                                                                         |                                                                                               |                           |                           |                          |                          |
| Candidat Étiquette politique (partis et alliances)                      | Candidat Étiquette politique (partis et alliances)                                            | Voix                      | % des exprimés            | Voix                     | % des exprimés           |
|                                                                         |                                                                                               |                           |                           |                          |                          |
|                                                                         | Aude Bono-Vandorme La République en marche                                                    | 10 043                    | 28,79                     | 16 684                   | 56,22                    |
|                                                                         | Damien Philippot Front national                                                               | 9 114                     | 26,13                     | 12 994                   | 43,78                    |
|                                                                         | Christophe Coulon Les Républicains (Union des démocrates et indépendants)                     | 5 653                     | 16,20                     |                          |                          |
|                                                                         | Fawaz Karimet Parti socialiste (Parti communiste français - Mouvement républicain et citoyen) | 4 856                     | 13,92                     |                          |                          |
|                                                                         | Jean-Marc Chamblay La France insoumise                                                        | 2 479                     | 7,11                      |                          |                          |
|                                                                         | Brigitte Fournié-Turquin Europe Écologie Les Verts                                            | 1 306                     | 3,74                      |                          |                          |
|                                                                         | Jacques Ferrand Debout la France                                                              | 491                       | 1,41                      |                          |                          |
|                                                                         | Jean-Loup Pernelle Lutte ouvrière                                                             | 424                       | 1,22                      |                          |                          |
|                                                                         | Antoine Goblet Union populaire républicaine                                                   | 260                       | 0,75                      |                          |                          |
|                                                                         | Éric Boulay Parti du vote blanc                                                               | 259                       | 0,74                      |                          |                          |
| Source : Ministère de l'Intérieur - Première circonscription de l'Aisne |                                                                                               |                           |                           |                          |                          |

#### Deuxième circonscription
Député sortant : Julien Dive (Les Républicains).
|                                                                         | |                           |                           |                          |                          |
|                                                                         | | Premier tour 11 juin 2017 | Premier tour 11 juin 2017 | Second tour 18 juin 2017 | Second tour 18 juin 2017 |
|                                                                         | |                           |                           |                          |                          |
|                                                                         | | Nombre                    | % des inscrits            | Nombre                   | % des inscrits           |
| Inscrits                                                                | Inscrits | 73 981                    | 100,00                    | 73 976                   | 100,00                   |
| Abstentions                                                             | Abstentions | 39 857                    | 53,87                     | 42 321                   | 57,21                    |
| Votants                                                                 | Votants | 34 124                    | 46,13                     | 31 655                   | 42,79                    |
|                                                                         | |                           | % des votants             |                          | % des votants            |
| Bulletins blancs                                                        | Bulletins blancs | 685                       | 2,01                      | 1 674                    | 5,29                     |
| Bulletins nuls                                                          | Bulletins nuls | 270                       | 0,79                      | 709                      | 2,24                     |
| Suffrages exprimés                                                      | Suffrages exprimés | 33 169                    | 97,20                     | 29 272                   | 92,47                    |
|                                                                         | |                           |                           |                          |                          |
| Candidat Étiquette politique (partis et alliances)                      | Candidat Étiquette politique (partis et alliances)                                                                                        | Voix                      | % des exprimés            | Voix                     | % des exprimés           |
|                                                                         | |                           |                           |                          |                          |
|                                                                         | Julien Dive (député sortant) Les Républicains (Union des démocrates et indépendants)                                                      | 12 099                    | 36,48                     | 19 018                   | 64,97                    |
|                                                                         | Sylvie Saillard-Meunier Front national | 8 349                     | 25,17                     | 10 254                   | 35,03                    |
|                                                                         | Paul Gironde Mouvement démocrate diss. | 4 005                     | 12,07                     |                          |                          |
|                                                                         | Sarah Lempereur La France insoumise | 3 457                     | 10,42                     |                          |                          |
|                                                                         | Karl Pincherelle Parti socialiste (Parti radical de gauche - Initiative démocratique de gauche - Union des démocrates et des écologistes) | 2 309                     | 6,96                      |                          |                          |
|                                                                         | Michel Magniez Europe Écologie Les Verts                                                                                                  | 721                       | 2,17                      |                          |                          |
|                                                                         | Corinne Bécourt Parti communiste français                                                                                                 | 694                       | 2,09                      |                          |                          |
|                                                                         | Jean-Christophe Seube Debout la France | 607                       | 1,83                      |                          |                          |
|                                                                         | Anne Zanditénas Lutte ouvrière | 297                       | 0,90                      |                          |                          |
|                                                                         | Antonio Ribeiro Union des démocrates et des écologistes (Front démocrate)                                                                 | 191                       | 0,58                      |                          |                          |
|                                                                         | Antoine Cid Union populaire républicaine                                                                                                  | 174                       | 0,52                      |                          |                          |
|                                                                         | Nora Daubin Mouvement écologiste indépendant (Le Trèfle - Confédération pour l'homme, l'animal et la planète)                             | 163                       | 0,49                      |                          |                          |
|                                                                         | Belaïdi Lograda Divers | 103                       | 0,31                      |                          |                          |
| Source : Ministère de l'Intérieur - Deuxième circonscription de l'Aisne | |                           |                           |                          |                          |

#### Troisième circonscription
Député sortant : Jean-Louis Bricout (Parti socialiste).
|                                                                          |                                                                        |                           |                           |                          |                          |
|                                                                          |                                                                        | Premier tour 11 juin 2017 | Premier tour 11 juin 2017 | Second tour 18 juin 2017 | Second tour 18 juin 2017 |
|                                                                          |                                                                        |                           |                           |                          |                          |
|                                                                          |                                                                        | Nombre                    | % des inscrits            | Nombre                   | % des inscrits           |
| Inscrits                                                                 | Inscrits                                                               | 68 099                    | 100,00                    | 68 085                   | 100,00                   |
| Abstentions                                                              | Abstentions                                                            | 35 369                    | 51,94                     | 36 747                   | 53,97                    |
| Votants                                                                  | Votants                                                                | 32 730                    | 48,06                     | 31 338                   | 46,03                    |
|                                                                          |                                                                        |                           | % des votants             |                          | % des votants            |
| Bulletins blancs                                                         | Bulletins blancs                                                       | 639                       | 1,95                      | 1 606                    | 5,12                     |
| Bulletins nuls                                                           | Bulletins nuls                                                         | 287                       | 0,88                      | 687                      | 2,19                     |
| Suffrages exprimés                                                       | Suffrages exprimés                                                     | 31 804                    | 97,17                     | 29 045                   | 92,68                    |
|                                                                          |                                                                        |                           |                           |                          |                          |
| Candidat Étiquette politique (partis et alliances)                       | Candidat Étiquette politique (partis et alliances)                     | Voix                      | % des exprimés            | Voix                     | % des exprimés           |
|                                                                          |                                                                        |                           |                           |                          |                          |
|                                                                          | Jean-Louis Bricout (député sortant) Parti socialiste                   | 7 556                     | 23,76                     | 17 558                   | 60,45                    |
|                                                                          | Paul-Henry Hansen-Catta Front national                                 | 8 113                     | 25,51                     | 11 487                   | 39,55                    |
|                                                                          | Alain Husillos-Crespo Mouvement démocrate (La République en marche)    | 5 755                     | 18,10                     |                          |                          |
|                                                                          | Laurent Marlot Les Républicains (Union des démocrates et indépendants) | 4 841                     | 15,22                     |                          |                          |
|                                                                          | Alexandra Mortet La France insoumise                                   | 2 352                     | 7,40                      |                          |                          |
|                                                                          | Philippe Torre Debout la France                                        | 1 242                     | 3,91                      |                          |                          |
|                                                                          | Christophe Parent Europe Écologie Les Verts                            | 767                       | 2,41                      |                          |                          |
|                                                                          | Aurélien Gall Parti communiste français                                | 613                       | 1,93                      |                          |                          |
|                                                                          | Laëtitia Voisin Lutte ouvrière                                         | 358                       | 1,13                      |                          |                          |
|                                                                          | Clémence Théry-Hermain Union populaire républicaine                    | 207                       | 0,65                      |                          |                          |
| Source : Ministère de l'Intérieur - Troisième circonscription de l'Aisne |                                                                        |                           |                           |                          |                          |

#### Quatrième circonscription
Députée sortante : Marie-Françoise Bechtel (République moderne).
|                                                                          | |                           |                           |                          |                          |
|                                                                          | | Premier tour 11 juin 2017 | Premier tour 11 juin 2017 | Second tour 18 juin 2017 | Second tour 18 juin 2017 |
|                                                                          | |                           |                           |                          |                          |
|                                                                          | | Nombre                    | % des inscrits            | Nombre                   | % des inscrits           |
| Inscrits                                                                 | Inscrits | 79 116                    | 100,00                    | 79 114                   | 100,00                   |
| Abstentions                                                              | Abstentions | 43 878                    | 55,46                     | 47 083                   | 59,51                    |
| Votants                                                                  | Votants | 35 238                    | 44,54                     | 32 031                   | 40,49                    |
|                                                                          | |                           | % des votants             |                          | % des votants            |
| Bulletins blancs                                                         | Bulletins blancs | 530                       | 1,50                      | 2 192                    | 6,84                     |
| Bulletins nuls                                                           | Bulletins nuls | 208                       | 0,59                      | 952                      | 2,97                     |
| Suffrages exprimés                                                       | Suffrages exprimés                                                                                                   | 34 500                    | 97,91                     | 28 887                   | 90,18                    |
|                                                                          | |                           |                           |                          |                          |
| Candidat Étiquette politique (partis et alliances)                       | Candidat Étiquette politique (partis et alliances)                                                                   | Voix                      | % des exprimés            | Voix                     | % des exprimés           |
|                                                                          | |                           |                           |                          |                          |
|                                                                          | Marc Delatte La République en marche                                                                                 | 9 683                     | 28,07                     | 16 256                   | 56,27                    |
|                                                                          | Jean Messiha Front national                                                                                          | 8 010                     | 23,22                     | 12 631                   | 43,73                    |
|                                                                          | Isabelle Létrillart Les Républicains (Union des démocrates et indépendants)                                          | 6 969                     | 20,20                     |                          |                          |
|                                                                          | Sylvie Heyvaerts La France insoumise                                                                                 | 2 995                     | 8,68                      |                          |                          |
|                                                                          | Marie-Françoise Bechtel (députée sortante) République moderne (Parti socialiste - Initiative démocratique de gauche) | 2 747                     | 7,96                      |                          |                          |
|                                                                          | Michel Carreau Parti communiste français (Europe Écologie Les Verts)                                                 | 2 427                     | 7,03                      |                          |                          |
|                                                                          | Francis Meuley Mouvement 100 % (Alliance écologiste indépendante)                                                    | 611                       | 1,77                      |                          |                          |
|                                                                          | Jean-Pierre Vitu Lutte ouvrière                                                                                      | 463                       | 1,34                      |                          |                          |
|                                                                          | Caroline Mariotti Union des Patriotes (Parti de la France)                                                           | 327                       | 0,95                      |                          |                          |
|                                                                          | Natacha Roselet Union populaire républicaine                                                                         | 268                       | 0,78                      |                          |                          |
| Source : Ministère de l'Intérieur - Quatrième circonscription de l'Aisne | |                           |                           |                          |                          |

#### Cinquième circonscription
Député sortant : Jacques Krabal (Parti radical de gauche).
|                                                                          | |                           |                           |                          |                          |
|                                                                          | | Premier tour 11 juin 2017 | Premier tour 11 juin 2017 | Second tour 18 juin 2017 | Second tour 18 juin 2017 |
|                                                                          | |                           |                           |                          |                          |
|                                                                          | | Nombre                    | % des inscrits            | Nombre                   | % des inscrits           |
| Inscrits                                                                 | Inscrits | 82 223                    | 100,00                    | 82 224                   | 100,00                   |
| Abstentions                                                              | Abstentions                                                                                                  | 41 864                    | 50,92                     | 45 241                   | 55,02                    |
| Votants                                                                  | Votants | 40 359                    | 49,08                     | 36 983                   | 44,98                    |
|                                                                          | |                           | % des votants             |                          | % des votants            |
| Bulletins blancs                                                         | Bulletins blancs                                                                                             | 609                       | 1,51                      | 2 253                    | 6,09                     |
| Bulletins nuls                                                           | Bulletins nuls                                                                                               | 251                       | 0,62                      | 817                      | 2,21                     |
| Suffrages exprimés                                                       | Suffrages exprimés                                                                                           | 39 499                    | 97,87                     | 33 913                   | 91,70                    |
|                                                                          | |                           |                           |                          |                          |
| Candidat Étiquette politique (partis et alliances)                       | Candidat Étiquette politique (partis et alliances)                                                           | Voix                      | % des exprimés            | Voix                     | % des exprimés           |
|                                                                          | |                           |                           |                          |                          |
|                                                                          | Jacques Krabal (député sortant) La République en marche (Parti radical de gauche - Parti socialiste - Cap21) | 14 206                    | 35,97                     | 19 609                   | 57,82                    |
|                                                                          | François de Voyer Front national                                                                             | 10 111                    | 25,60                     | 14 304                   | 42,18                    |
|                                                                          | Omar Fenardji La France insoumise                                                                            | 3 939                     | 9,97                      |                          |                          |
|                                                                          | Dominique Moyse Union des démocrates et indépendants (Les Républicains)                                      | 3 351                     | 8,48                      |                          |                          |
|                                                                          | Sébastien Manscourt Divers droite                                                                            | 3 227                     | 8,17                      |                          |                          |
|                                                                          | Dominique Jourdain Europe Écologie Les Verts (Parti communiste français)                                     | 2 426                     | 6,14                      |                          |                          |
|                                                                          | Michelle Sapori Debout la France                                                                             | 764                       | 1,93                      |                          |                          |
|                                                                          | Françoise Vacca Parti animaliste                                                                             | 727                       | 1,84                      |                          |                          |
|                                                                          | Sylvie Géret Lutte ouvrière                                                                                  | 480                       | 1,22                      |                          |                          |
|                                                                          | Annick Leclerc Union populaire républicaine                                                                  | 268                       | 0,68                      |                          |                          |
| Source : Ministère de l'Intérieur - Cinquième circonscription de l'Aisne | |                           |                           |                          |                          |